# Предраг Пеђа Петровић
Предраг Пеђа Петровић (Госпић, 4. октобар 1972) српски је бодибилдер, вишеструки првак државе у бодибилдингу. Живи и ради у Бачкој Паланци.
Овим спортом почео је да се бави 1985-те године. Пеђа није гајио симпатије само према бодибилдингу него и према кошарци, играо је на позицији плејмејкера у средњој школи, завршио је управну и биротехничку школу, али љубав према бодибилдингу и склоност ка такмичењу натерали су га да настави да се бави истим.
Пеђа први пут излази на такмичење 1988. године у Загребу и не успева да се пласира у финале. То га је подстакло да тренира јаче и боље и 1989. године Пеђа излази на првенство и осваја треће место.
Након тога Пеђа одлази у војску и уследила је пауза од скоро деценију због немира на простору бивсе Југославије. Након повратка из војке и здравствених проблема креће у теретану и 1999. на наговор другара излази на првенство Војводине 1999. године и осваја друго место и ту почиње дугогодишња каријера Пеђе Петровића.
Пеђа је ожењен има два сина Огњена и Страхињу.
Ово су неки од резултата са такмичења :
- 5 пута првак државе
- 4 пута победник купа државе
- 1. место на балканском првенству 2005.
- 1. место и апсолутни шампион балкана за 2007.
- 1. место на балкану 2008.
- 2. место на медитеранском првенству 2003.
- 3. место на медитераснком првенству 2004.
- 8. место на европском првенству
- 15.место на светском првенству
- 3. место на ИБФА светском првенству 2008.
- и још много међународних титула на Гранд Приx-овима